# Ichijō Tsunemichi
Ichijō Tsunemichi (一条 経通?   1317-1 de abril de 1365) fue un kugyō (cortesano japonés de clase alta) que vivió a finales de la era Kamakura y comienzos de la era Nanbokucho. Fue miembro de la familia Ichijō (derivada del clan Fujiwara) e hijo del regente Ichijō Uchitsune.
Ingresó a la corte imperial en 1321 con el rango shōgoi inferior. En 1322 fue ascendido al rango jushii superior y en 1323 como shōshii inferior. En 1325 se convirtió en líder de la familia Ichijō tras la muerte de su padre, y fue ascendido al rango jusanmi, lo que convertía en cortesano de clase alta. Fue nombrado gonchūnagon en 1327, y ascendido a gondainagon en 1328, a la vez fue promovido al rango shōsanmi. Luego en 1330 fue ascendido al rango junii.
Tras el derrocamiento y posterior exilio del Emperador Go-Daigo en 1331, Tsunemichi juró lealtad a la Corte del Norte del Emperador Kōgon y fue ascendido al rango shōnii. No obstante, con el regreso del Emperador Go-Daigo del exilio en 1333 y la caída de la Corte del Norte, fue degradado a junii, pero repuesto en el rango shōnii al año siguiente.
Fue nombrado naidaijin en 1335, pero con la huida del Emperador Go-Daigo de Kioto a manos de Ashikaga Takauji en 1336, Tsunemichi vuelve a aliarse con la Corte del Norte del Emperador Kōmyō y es nombrado tutor imperial del Príncipe Narinaga. En 1337 es nombrado sadaijin (hasta 1339) y luego en 1338 kanpaku (regente) del Emperador Kōmyō hasta 1342. En 1342 fue ascendido al rango juichii. Posterior a la regencia, no se tienen muchos detalles sobre su vida, sólo indicando su fallecimiento en 1365.
Tuvo como hijo adoptivo a Ichijō Tsunetsugu.